# Mohammad Pakpour
Mohammad Pakpour (in persiano محمد پاکپور‎; Arak, 1961) è un generale iraniano, dal 13 giugno 2025 comandante del Corpo delle guardie della rivoluzione islamica in seguito all'assassinio del suo predecessore Hossein Salami nel corso dei bombardamenti israeliani sull'Iran del giugno 2025. In precedenza, dal 2009 era il comandante delle forze terrestri del Corpo delle guardie della rivoluzione islamica.

## Carriera militare
Pakpour entrò a far parte del Corpo delle guardie della rivoluzione islamica sulla scia della Rivoluzione iraniana del 1979. Prese parte alla repressione della rivolta curda in Iran del 1979 e alla Guerra Iran-Iraq. Le sue responsabilità hanno incluso cinque anni di comando delle operazioni dell'esercito, dell'8ª Divisione "Najaf Ashraf", della 31ª Divisione "Ashura" e capo del quartier generale del comando settentrionale dell'esercito. Ha un Dottorato di ricerca in geografia politica e ha avuto la responsabilità di misure come la lotta al terrorismo nel nord-ovest dell'Iran e l'istituzione della sicurezza nella regione sud-orientale dell'Iran, nonché lo svolgimento di esercitazioni specializzate.
Durante una manovra in Iran, ha affermato che il Corpo delle guardie della rivoluzione islamica ha intenzione di promuovere la sicurezza della regione, l'abilità delle forze armate e la dimostrazione di nuove tattiche in operazioni militari. Ha dichiarato anche che droni come l'Hemaseh aiutano a tenere in piedi il Corpo delle guardie della rivoluzione islamica e mostrano la consistenza e la preparazione del corpo.